# Million Dollar Baby
Million Dollar Baby (bra: Menina de Ouro; prt: Million Dollar Baby - Sonhos Vencidos) é um filme estadunidense de 2004 do gênero drama, dirigido por Clint Eastwood com roteiro de Paul Haggis baseado em contos de F. X. Toole — pseudônimo do empresário de lutas Jerry Boyd.
Estrelado por Clint Eastwood, Hilary Swank e Morgan Freeman, Million Dollar Baby foi indicado a sete categorias do Oscar, vencendo nas de melhor filme, melhor diretor, melhor atriz (Hilary Swank) e melhor ator coadjuvante (Morgan Freeman). 

## Sinopse
Afastado da sua filha, Frankie (Clint Eastwood) revela uma grande dificuldade na aproximação aos outros, e apenas lhe resta o amigo Scrap (Morgan Freeman), um ex-lutador de boxe que cuida do ginásio de Frankie. É então que entra em cena, em seu ginásio, Maggie Fitzgerald  (Hilary Swank), que sempre teve pouco da vida, mas que ao contrário de muitos, sabe bem o que quer e tem a determinação necessária para o alcançar.

## Elenco
| Personagem              | Intérprete       |
| Frankie Dunn            | Clint Eastwood   |
| Maggie Fitzgerald       | Hilary Swank     |
| Eddie Scrap-Iron Dupris | Morgan Freeman   |
| Big Willie Little       | Mike Colter      |
| Danger Barch            | Jay Baruchel     |
| Padre Horvak            | Brian F. O'Byrne |
| Shawrelle Berry         | Anthony Mackie   |
| Earline Fitzgerald      | Margo Martindale |
| Omar                    | Michael Peña     |
| Sally Mendonza          | Ned Eisenberg    |
| Mardell Fitzgerald      | Riki Lindhome    |
| J.D. Fitzgerald         | Marcus Shait     |
| Advogado                | Tom McCleister   |
| Enfermeira              | Erica Grant      |

## Principais prêmios e nomeações
Oscar 2005
- Venceu
  - Melhor filme[6]
  - Melhor diretor[6]
  - Melhor atriz (Hilary Swank)[6]
  - Melhor ator coadjuvante (Morgan Freeman)[6]
- Indicado
  - Melhor ator (Clint Eastwood)[6]
  - Melhor roteiro adaptado[6]
  - Melhor montagem/edição[6]

Globo de Ouro 2005
- Venceu
  - Melhor diretor[7]
  - Melhor atriz - drama (Hilary Swank)[7]
- Indicado
  - Melhor filme - drama[7]
  - Melhor ator coadjuvante/secundário (Morgan Freeman)[7]
  - Melhor trilha sonora[7]

Screen Actors Guild 2005
- Venceu nas categorias de Melhor Atriz (Hilary Swank)[carece de fontes?] e Melhor Ator Coadjuvante (Morgan Freeman)[carece de fontes?]
- Indicado na categoria de Melhor Elenco[carece de fontes?]

Critics' Choice Award 2005
- Venceu na categoria de Melhor Atriz de Cinema - Drama (Hilary Swank)[carece de fontes?]
- Indicado nas categorias de Melhor Diretor de Cinema (Clint Eastwood)[carece de fontes?] e Melhor Ator Coadjuvante de Cinema - Drama (Morgan Freeman)[carece de fontes?]

NAACP Image Awards 2005
- Recebeu uma indicação na categoria de Melhor Ator Coadjuvante (Morgan Freeman)[carece de fontes?]

César 2006
- Venceu na categoria de Melhor Filme Estrangeiro[carece de fontes?]

Prêmio David di Donatello 2005
- Venceu na categoria de Melhor Filme Estrangeiro[carece de fontes?]

Academia Japonesa de Cinema 2006 
- Venceu na categoria de Melhor Filme Estrangeiro[carece de fontes?]

Prémios Sant Jordi 2006
- Venceu na categoria de Melhor Diretor (Clint Eastwood)[carece de fontes?]